# Ёль (приток Лемъю)
Ёль — река в России, протекает в Республике Коми. Устье реки находится в 12 км по правому берегу реки Лемъю. Длина реки — 12 км.

## Данные водного реестра
По данным государственного водного реестра России относится к Двинско-Печорскому бассейновому округу, водохозяйственный участок реки — Вычегда от истока до города Сыктывкар, речной подбассейн реки — Вычегда. Речной бассейн реки — Северная Двина.
Код объекта в государственном водном реестре — 03020200112103000016583.

### Карты
- Лист карты P-39-XV,XVI Микунь. Масштаб: 1 : 200 000. Указать дату выпуска/состояния местности.